# インターネットガバナンス
インターネットガバナンス（Internet governance）とはインターネットの統治や管理のことである。ここ数年、インターネットに繋がる国や団体などの利害関係者によるインターネットガバナンスの方法や方針についての議論が激しさを増している。

## インターネットの発展
インターネットガバナンスを語るにあたって、インターネットの歴史を欠くことはできない。
インターネットは1969年にアメリカ国防総省配下の高等研究計画局(ARPA)によって提案されたARPANETからはじまった。ARPANETはアメリカ西海岸のカリフォルニア大学ロサンゼルス校、スタンフォード研究所、ユタ大学、カリフォルニア大学サンタバーバラ校の4つの大学組織に属するノードを結ぶネットワークとして、BBNテクノロジーズにより構築された。やがて衛星リンクを含むいくつかのシステムがARPANETに繋がり、ARPANETは研究プロジェクトから実用的なものへと変貌した。これを理由に1975年、アーパネットは高等研究計画局から同じく国防総省配下の国防情報システム局(DCA)に移管された。
ARPANETが発展していく中で、技術的な決定とその方法は一連のナンバーが振られたRequest for Commentsというメモにより文書化されるようになった。今日でもARPANET時代の流れを引継ぎ、インターネット上の標準はRFC文書にまとめられている。
一方、アメリカの外ではITU-T勧告X.25が標準となっていた。1978年、X.25を使用しヨーロッパ、オーストラリア、香港、カナダ、アメリカを結んだInternational Packet Switched Service(IPSS)が設立された。IPSSにはコンピュサーブを含む会社や個人のメインフレームシステムが接続していた。1979年から1984年の間、Unix to Unix Copy Protocol(UUCP)で知られるプロトコルを使い、X.25接続、ARPANET、専用線接続を駆使し940のホストが接続されていた。UUCPは主にusenetなどのネットニュースの配信に使われていた。
TCP/IPは異なるネットワーク環境同士でも接続できるよう、1973年から1977年の間に高等研究計画局からの資金提供で開発された。
RFC 801には1983年1月1日にどのようにして、米国防総省がARPANETのNetwork Control Programから新しいIPプロトコルへ移行したかが記載されている。同じ年、軍のシステムはARPANETからMILNETへ移行し、“ARPAインターネット”でコンピュータの名前とアドレスを管理するためにDomain Name System(DNS)が開発された。ネット上で知られている.gov、.mil、.edu、.org、.net、.comや.intといったTop-Level Domain(TLD)や.jpや.auのようなCountry Code Top-Level Domain(ccTLD)は1984年に導入された。
1984年から1986年の間に米国科学財団(NSF)により財団に所属するスーパーコンピュータのセンターを結ぶため、TCP/IPを使用するNSFNETバックボーンが構築された。これらの複合ネットワークはインターネットとして知られるようになる。
1989年の終わりには日本、オーストラリア、ドイツ、イスラエル、イタリア、メキシコ、オランダ、ニュージーランドとイギリスを結び、16万以上ものホストを擁した。
1990年、ARPANETは正式にシャットダウンした。そして1991年にNSFはインターネットの商業利用部位を切り離し規制した。商業ネットワークのプロバイダは相互接続し始めインターネットは拡大した。
今日、インターネットインフラの大部分は民間により所有され提供され、ネットワークトラフィックはネットワークの主な交接点でインターネット標準と契約によりやり取りされている。

### ネットワーク組織の変遷
1979年に防衛高等研究計画局により、ネットワークの発展とその監督のためにInternet Configuration Control Board (ICCB)を設立した。1984年ICCBはInternet Advisory Board(IAB)に、1986年にInternet Activities Board(IAB)に改名された。
1986年、アメリカ政府はインターネット標準を開発し、それを推進するためInternet Engineering Task Force(IETF)を組織した。当初、IETFは研究者によって組織されていたが、その年の終わりには所属に関係なく人員が集められた。IETF内での意思の疎通はメールにて行われた。
コンピュータネットワークの創成期から1998年の彼の死まで、国防総省に勤務していたジョン・ポステル(Jon Postel)は南カリフォルニア大学(USC)情報科学研究所(ISI)のコンピュータネットワーク部の部長として、IPアドレスの配分任務の監督をしていた。この役割はグローバルなDNSルートサーバの管理も含めてInternet Assigned Numbers Authority(IANA)へ受け継がれた。ポステルはRFCエディタとしても活躍した。
IPアドレスの配分はIANAから4つの地域インターネットレジストリ(RIR)に委任された：
- American Registry for Internet Numbers (ARIN)は北アメリカを担当
- RIPE Network Coordination Centre (RIPE NCC)はヨーロッパ、中東、中央アジアを担当
- Asia-Pacific Network Information Centre (APNIC)はアジアと太平洋地域を担当
- Latin American and Caribbean Internet Address Registry (LACNIC)はラテンアメリカ とカリブ海地域を担当

2004年、新しくアフリカを担当のRIRとしてAfrican Network Information Centre (AfriNIC) が設立された。
1998年、米国政府商務省は、国際的なDNSおよびIPアドレスの管理体制のあり方について、民間主導による新組織の設立を招請、これに呼応した国際的な取り組みとして「IFWP|International Forum on the White Paper」が生まれ、ワシントンDC、ジュネーブ、シンガポール、ブエノスアイレスと、連続して新組織のあり方についての検討会議が開催された。同年10月、ジョン・ポステルの急死の後、1998年11月にIANAの機能は、それまでのIANAの関係者などインターネットコミュニティが設立し、その後アメリカ合衆国商務省によって認可されたカリフォルニアの非営利団体、Internet Corporation for Assigned Names and Numbers(ICANN)に引き継がれた。ICANNの最初の10人の理事はジョン・ポステルによって選ばれたとされたが、これに対しては、一部の関係者のみで取り仕切り、開かれた組織ではないと強い批判が寄せられ、ICANNは、アメリカ合衆国商務省の強い指示もあって、18人の理事の半数の9名を「一般会員（AtLarge)」によるグローバルな直接選挙によって選出する方針を取り、2000年には、実際にそのうちの5名を選出する選挙が実施された。しかし、日本を含む一部の国で組織的な投票行動が見られるなど、多くの問題が発生し、「AtLarge」制度そのものの見直しが行われた。
2002年1月、AtLargeの見直し作業の最中に、当時のICANNのCEOであるスチュワート・リンが「911テロ事件を受けて、ICANNは、民主主義の実験に無駄な労力を費消するよりも、より効率的な組織に生まれ変わるべきだ」と主張して「抜本改革」を提案し、理事会ではこれを認め、大幅な組織改革が行われた。
　この結果、理事の選出は、主要組織の構成員による推薦と、「指名委員会」と呼ばれる独立した委員会が選出した候補の中から理事会が選ぶ形態に改められた。ただこの「指名委員会」による候補者の選定プロセスは非公開であることから、その不透明さを批判する意見も多い。
1992年、インターネットソサエティ(ISOC)が“世界中の利用者のためにインターネットの開かれた開発、進化、利用を保証する”という目的で発足した。そのメンバーには企業、団体、政府、大学と同等の権利を有した個人が含まれる。そしてISOCの中にはInternet Advisory Boardから、さらにInternet Architecture Boardに改名したIABとIETFが含まれる。現在、IETFはInternet Engineering Steering Group(IESG)により監督されており、また長期間にわたる研究はInternet Research Task Forceによって進められ、Internet Research Steering Groupによって監督される。
2002年のISOCの再構築は、企業メンバーに対してより多くの権限を与えた。

## インターネットガバナンスの論点
当初アメリカ合衆国商務省が有していたインターネットの管理者という地位は、インターネットは国際的な動向と共にあるべきと考える人や団体から批判を受けるようになった。
IANAの機能をICANNへ移行したとき、インターネットガバナンスについての論争が過熱した。ICANNの不明瞭かつ無責任な意思決定プロセスについて、一部のオブザーバから批判が出た。特にインターネットコミュニティによってインターネット利用者から選ばれるディレクタのポスト（＝前述の直接選挙制による理事選出方式）が廃止になったときには、最悪を想定させる状況となった。ICANNはこれらの出来事に対し、意思決定プロセスを合理化し現代のインターネットに適合した組織構造を模索しているだけであると発表した。
他の論点には一般的なTLD（特に.comや.orgと同じように加えられた.bizなど）の管理と創造について、ccTLDの管理、ICANNの急激に増大する責任や予算の問題や、それをまかなうために提案された“ドメイン税”とその支払い方法などがある。
現在ICANNは公式には「アメリカ合衆国商務省の管理下にはない」と主張しているが、ICANNがカリフォルニア州の法律に依拠して設立された民間団体であることには変わりはないほか、依然としてDNSのルートサーバレコードの管理権はアメリカ合衆国商務省が握っているため、「アメリカによる実効的な支配は継続している」と批判する意見は根強い。また民間団体にインターネットの管理を任せることは問題があるとして、主に中国や発展途上国を中心に、インターネットの管理を国際電気通信連合（ITU）や国際連合に委譲すべきという意見もある。
2003年から2005年にかけて開催された「世界情報社会サミット」では、インターネットの管理をどこに任せるのか（引き続きICANNを中心に運営するのか、ITUや国連に引き継ぐのか、はたまた全く新しい組織を立ち上げるのか）といった点を中心に議論が行われたが、結局結論は出ないままに終わっている。

## 国連インターネットガバナンス作業部会による定義
2005年6月に発行された国連インターネットガバナンス作業部会(Working Group on Internet Governance・WGIG)の報告では、インターネットガバナンスを以下のように定義づけた。
インターネットガバナンスとは政府や民間や市民社会などそれぞれの役割により、共有原則・基準・規則・意思決定手順・インターネットの進化と使用のための綱領を開発し適用することである。
この定義については賛否両論がある。

## 日本の対応
日本におけるインターネットガバナンスの取り扱いは、政府としては民間主導を支持しており現状維持派である。2003年にジュネーヴで行われた世界情報社会サミットにおいても民間主導の立場として発言したとのことである（参照：JPNICのインターネットガバナンス特集）。ただ、これと異なるものを含む意見を広く集めるため、総務省にて“インターネットガバナンスに関する連絡会”を開催した。
民間では、主に日本ネットワークインフォメーションセンター（JPNIC）やハイパーネットワーク社会研究所が中心となり、同問題に関する議論を行う場として「インターネットガバナンスタスクフォース」（IGTF-J）が設立されており、前述の総務省の連絡会にメンバーを出席させたり、世界情報社会サミットに意見書を提出するなどの活動を行っている。

## 最近の情勢
2005年11月、チュニスで行われた世界情報社会サミットの第2部での激しい論争の末、インターネットガバナンスの方針・原則について国際的に広く議論を行うために以下の2点について合意した。
- 2006年の第2四半期の終わりまでに国連事務総長が主催で、インターネットガバナンスフォーラム（英語版）(IGF)を設立すること。
- ギリシア政府の申し出により、最初のIGFの会合はギリシアで行われること。

この合意に従い、2006年10月30日から11月2日にギリシアのアテネで行われる、最初のIGF会合の招集が国連事務総長コフィー・アナンよりアナウンスされた。またそれに先立ち、2006年5月22日から翌23日にかけてIGFアドバイザリー・グループによりスイスのジュネーヴでIGFで話し合われる議題について等の予備会合が行われた。